# Bekim Kapič
Bekim Kapič (Lubiana, 2 gennaio 1979) è un ex calciatore sloveno, di ruolo difensore.